# Dilúvio (Polônia)
Dilúvio (polonês: Potop) é um nome utilizado na história da Polônia para se referir a uma série de guerras no século XVII que deixou a Polônia em ruínas. Em um sentido mais restrito, Dilúvio se refere somente à invasão sueca e a ocupação do país; em um sentido mais amplo, ele se aplica a toda uma série de infortúnios iniciados com a Revolta de Chmielnicki em 1648 e terminados ou em 1656, 1660 ou mesmo em 1667. Antes do Dilúvio a Polônia era uma força na Europa Central. Durante as guerras, porém, a Polônia perdeu cerca de um terço de sua população (um número relativamente mais alto que durante a Segunda Guerra Mundial) e sua posição de grande potência.

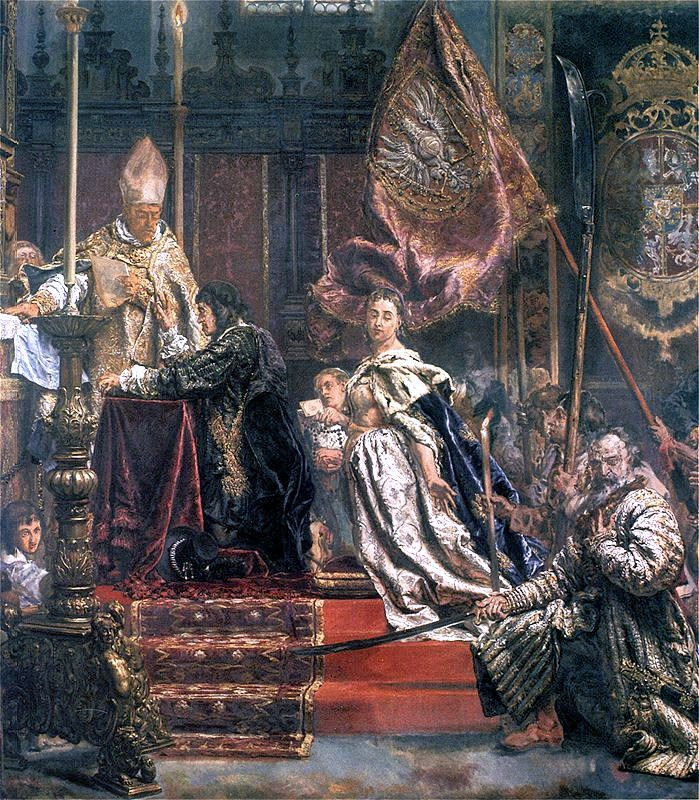
Juramento do rei Jan Kazimierz da Polônia, tomado em 1655 em Lwów, durante O Dilúvio.

Os conflitos iniciaram-se em 1648 por causa do senhor feudal ruteno e líder cossaco ucraniano Bohdan Khmelnytsky. Khmelnytsky, espalhou o boato que os poloneses os tinham vendido como escravos e entregues "nas mãos dos amaldiçoados judeus". Este foi o pretexto para uma campanha onde os cossacos mataram um grande número de judeus durante os anos de 1648–1649. O número preciso de mortes nunca foi conhecido, mas a diminuição da população judia naquele período é estimada entre 50 000 e 200 000, número que também inclui mortes por doença e prisão pelos tártaros. Embora os cossacos acabassem por ser derrotados em 1651 na Batalha de Beresteczko, a sua rebelião serviu de pretexto para os russos invadirem e ocuparem a metade oriental da República das Duas Nações em 1655. Por sua vez, os suecos invadiram e ocuparam o restante território no mesmo ano.
Os príncipes Janusz Radziwiłł e Bogusław Radziwiłł iniciaram negociações com o rei sueco Carlos X Gustavo da Suécia na intenção de terminar com a República e desfazer a união polaco-lituana. Eles assinaram um tratado segundo o qual os Radziwiłłs teriam direito a dois Ducados encravados nas terras do Grão-Ducado da Lituânia, sob a vassalagem sueca.
Muitos nobres poloneses (szlachta), como o Chanceler da Coroa Hieronim Radziejowski e o Grande Tesoureiro da Coroa Bogusław Leszczyński, achando que João II Casimiro Vasa era um Rei fraco, ou um Rei-Jesuíta, ou por outras razões, encorajaram Carlos Gustavo a reivindicar a Coroa polonesa.
João Casimiro Vasa tinha poucos aliados entre a szlachta (nobreza) polonesa, porque abertamente simpatizava com a Áustria e demonstrava ignorar e desprezar a cultura polonesa (Sarmatismo). Em 1643 juntou-se aos Jesuítas e recebeu o título de Cardeal. De modo que Carlos Gustavo (seu primo) tornou-se o herdeiro do Trono polaco-lituano.
Todavia, em dezembro de 1646 João Casimiro regressou à Polônia e, em outubro de 1647, renunciou a sua posição de cardeal para se candidatar ao trono polonês.
Mas o comandante das forças militares de Poznan, Krzysztof Opaliński, entregou a Grande Polônia a Carlos Gustavo e rapidamente, as outras voivodias também se renderam. Quase todo o país acabou por ficar do lado de Carlos Gustavo. Contudo, vários locais ainda resistiram. A mais notável e simbólica foi a resistência do Mosteiro de Jasna Góra, em Częstochowa. Comandada pelo Grão-Prior Augustyn Kordecki, a guarnição do mais famoso santuário-fortaleza da Polônia derrotou os inimigos. Logo, a Confederação Tyszowce apoiou João Casimiro Vasa, refugiado na Silésia. O Grão-Hetman da Polônia, Stefan Czarniecki, e o  Grão-Hetman da Lituânia, Jan Paweł Sapieha, iniciaram o contra-ataque com a finalidade de derrotar os aliados de Carlos Gustavo. Por fim, João II Casimiro foi solenemente coroado na Catedral de Lwów em 1656.

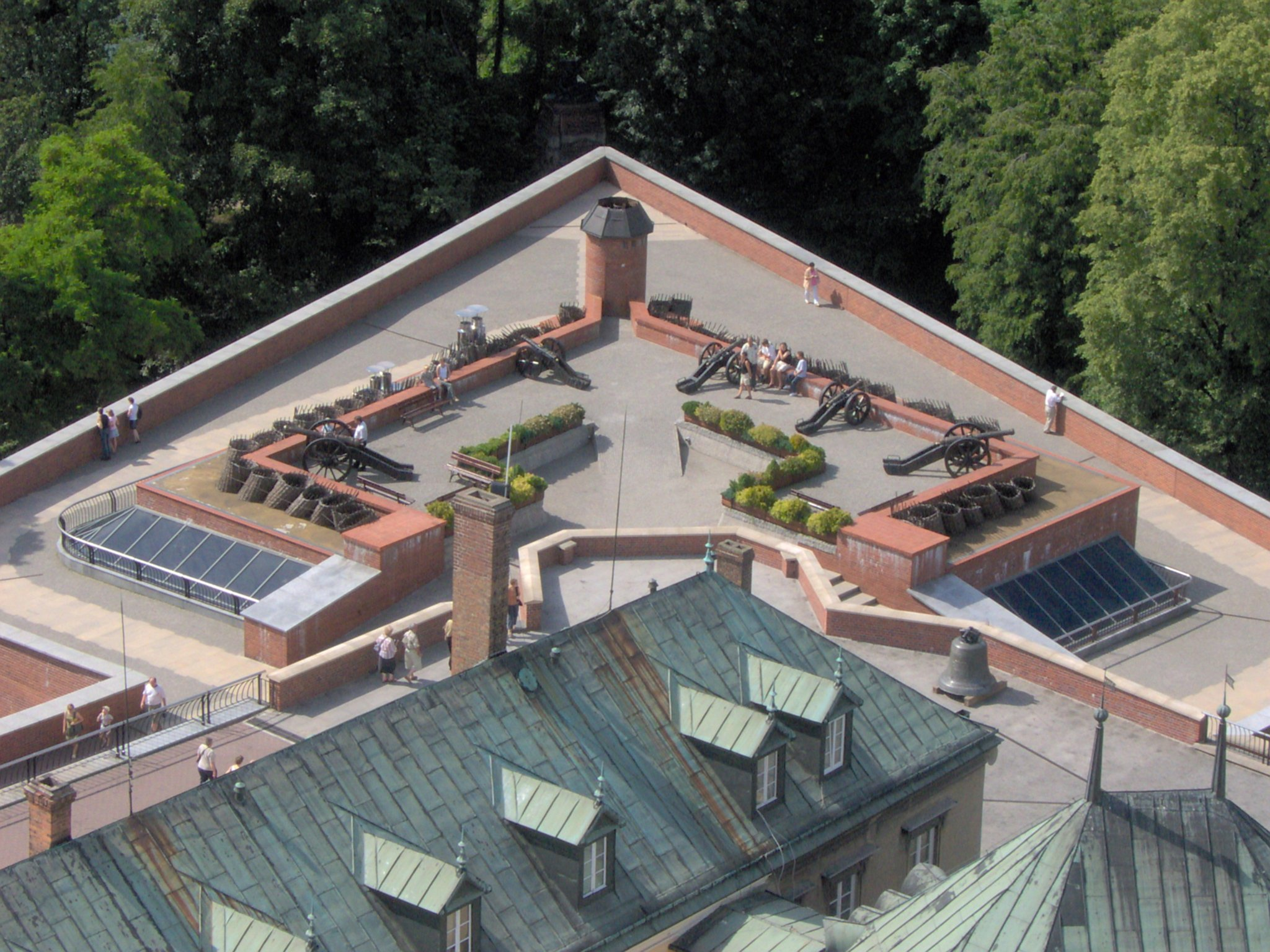
Vestígios da fortificação no mosteiro de Jasna Góra, Polônia.

Os suecos foram expulsos em 1657 e os russos foram finalmente derrotados em 1662. A luta na Ucrânia terminou com o Tratado de Andrusovo (13 de janeiro de 1667), com a ajuda da intervenção dos turcos devido a sua reivindicação na Crimeia. Forças da Prússia e Transilvânia foram também derrotadas, mas a Prússia ganhou um reconhecimento formal de independência e deixou de ser um vassalo polonês.
O Dilúvio também terminou com a era de tolerância religiosa polonesa, uma vez que a maioria dos invasores era não-católicos, com a expulsão dos "confrades poloneses" como um sinal claro disto. Durante O Dilúvio, muitos milhares de judeus poloneses também se sentiram vítimas de pogroms iniciados pela rebelião cossaca.
Com o Tratado de Hadiach em 16 de setembro de 1658, a Coroa polonesa decidiu elevar os cossacos e os rutenos à condição de igualdade àquela dos poloneses e lituanos na União polaco-lituana e de fato transformando a República das Duas Nações em uma Comunidade polaco-lituana-rutena (polonês: Rzeczpospolita Trojga Narodów, "República das Três Nações") ou República polaco-lituana-rutena. Apoiados pelos líderes cossacos este tratado poderia mudar a História do Leste Europeu.
O Dilúvio é contado em um romance ficcional de Henryk Sienkiewicz sob o mesmo título.

## Cinema
O Dilúvio (título original em polonês: Potop) foi também transformado em um clássico filme histórico de 1974, criado pelo diretor de cinema Jerzy Hoffman e estrelado por Daniel Olbrychski como Andrzej Kmicic, um patriota que bravamente lutou contra a invasão sueca. O filme foi indicado como o Melhor Filme Estrangeiro ao Oscar em 1974.